# توماس سیکورا
توماس سیکورا (انگلیسی: Thomas Sykora؛ زادهٔ ۱۸ مهٔ ۱۹۶۸) اسکی‌باز آلپاین اهل اتریش است.